# Homayoon Toufighi
Homayoon Toufighi (ur. 21 marca 1990 w Raszcie) – irański szachista, arcymistrz od 2010 roku.

## Kariera szachowa
W 2006 r. zdobył tytuł mistrza Iranu juniorów do 20 lat. Wielokrotnie reprezentował narodowe barwy na mistrzostwach Azji i świata juniorów w różnych kategoriach wiekowych, w 2007 r. zdobywając w Taszkencie srebrny, a w 2008 r. w Teheranie – złoty medal mistrzostw Azji juniorów do 18 lat. W 2009 r. zdobył brązowy medal drużynowych mistrzostw Azji, natomiast w 2010 r. zadebiutował w narodowej drużynie na olimpiadzie szachowej.
W 2008 r. podzielił I m. (wspólnie z Ehsanem Ghaemem Maghamim, Merabem Gagunaszwilim, Lewonem Babujanem i Rasulem Ibragimowem) w otwartym turnieju w Urmii. Normy na tytuł arcymistrza wypełnił w Kishu (2009, turniej Fajr Chess Open, dz. I m. wspólnie z m.in. Wadymem Małachatko), Raszcie (2010, turniej Caspian Cup, dz. I m. wspólnie z Azərem Mirzəyevem i Fəridem Abbasovem) oraz w Meszhedie (2010)
Najwyższy ranking w dotychczasowej karierze osiągnął 1 lipca 2010 r., z wynikiem 2501 punktów zajmował wówczas 4. miejsce wśród irańskich szachistów.